# Afghan Premier League
Afghan Premier League (APL), cunoscut și ca Roshan Afghan Premier League, este primul eșalon fotbalistic din Afganistan. Numărul de echipe participante este 12.

## Campioni
- 1946: Arianda
- 1947: Arianda
- 1948: Arianda
- 1949: Arianda
- 1950: Arianda
- 1951: Arianda
- 1952: Arianda
- 1953: Arianda
- 1954: Arianda
- 1955: Arianda
- 1956-94: Not Known
- 1995: Karlappan
- 1996: Not Known
- 1997-98: Maiwand Kabul FC
- 1999-02: Not Known
- 2003: Red Crescent Society
- 2004-05: Not Known
- 2006: Ordu Kabul F.C.
- 2007: Ordu Kabul F.C.
- 2008: Hakim Sanayi Kabul F.C.

| Club                    | Număr de campionate |
| ----------------------- | ------------------- |
| Ordu Kabul F.C.         | 2                   |
| Hakim Sanayi Kabul F.C. | 1                   |